# 苯甲基磺酰氟
苯甲基磺酰氟（phenylmethanesulfonylfluoride or phenylmethylsulfonyl fluorid，PMSF）是一种丝氨酸蛋白酶抑制剂，在生物化学领域，常被用来制备细胞裂解液。PMSF在水中会迅速降解，所以一般会用无水酒精，异丙醇或者二甲亚砜（DMSO）来制备储备溶液。一般PMSF执行蛋白水解抑制作用的浓度为0.1-1mM。在水溶液中的半衰期短（在pH7下为110分钟，在pH7.5下为55分钟，在pH8下为35分钟，全部在25℃下）。
PMSF会特异性结合到丝氨酸蛋白酶的活性丝氨酸残基，但不会结合到非活性丝氨酸残基。